# Dreno

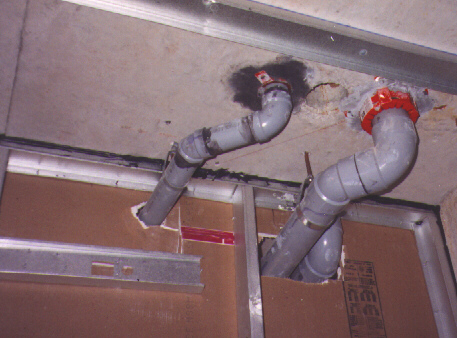
Tubagens de escoamento de água

Um dreno é um tipo de tubo geralmente enterrado sob o solo, utilizado para fazer escoar efluentes de água de uma edificação ou área pavimentada. O fluxo na tubulação se dá preferivelmente por gravidade, mas algumas vezes uma bomba pode ser utilizada para elevar os efluentes. A tubulação deve ser à prova de água para impedir a contaminação por vazamento de efluentes, e para evitar o afluxo de água de um subsolo aqüífero.
Dreno também é um cano que fica nos postos de gasolina que fica tirando as impurezas,que fica geralmente no telhado.